# Hội đồng Anh

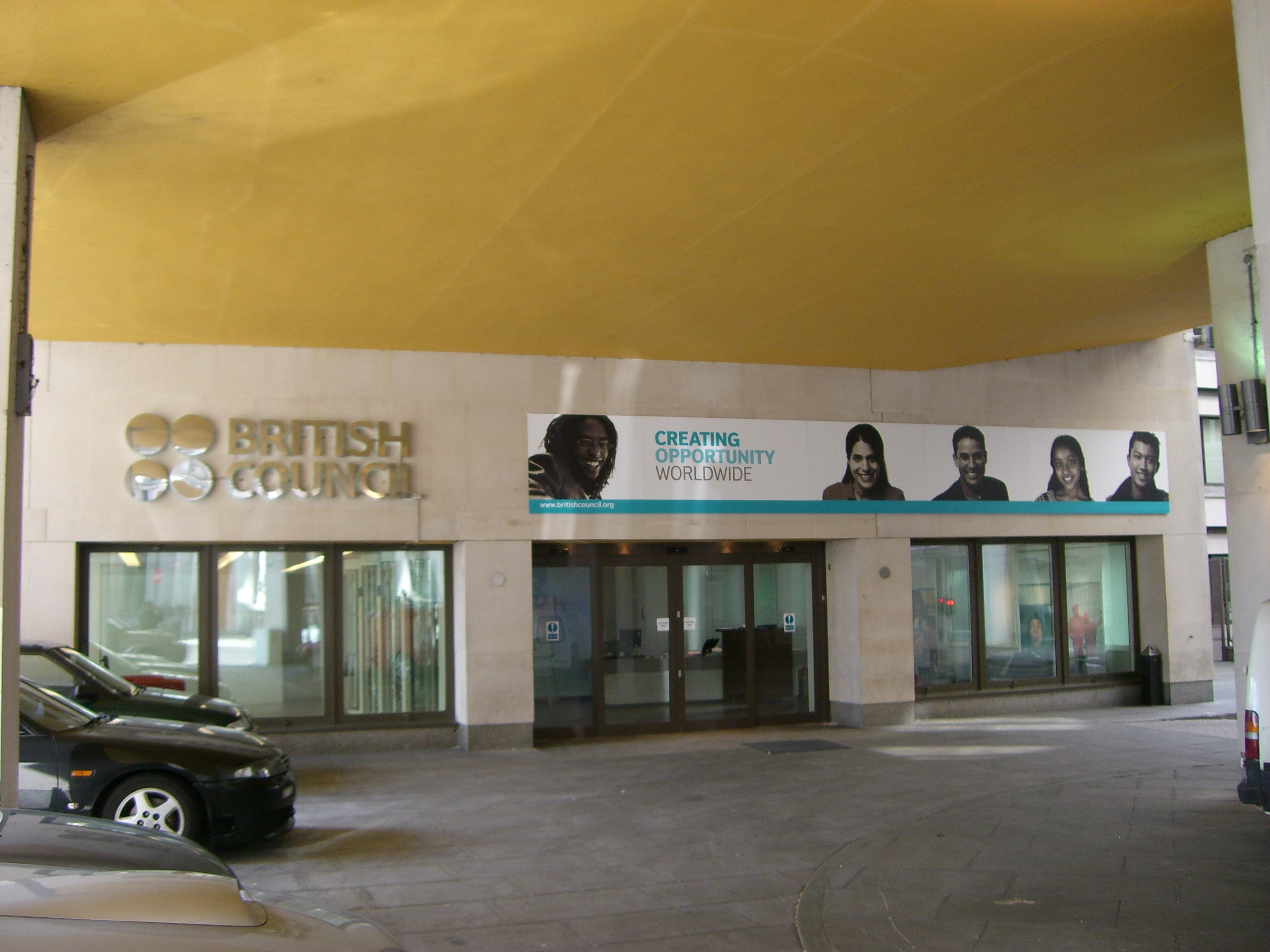
Tòa nhà Hội đồng Anh ở Luân Đôn

Hội đồng Anh (tiếng Anh: British Council) là một tổ chức của Vương quốc Liên hiệp Anh và Bắc Ireland chuyên môn trong lĩnh vực giáo dục và văn hóa quốc tế. Tổ chức này được đăng ký như là một tổ chức từ thiện ở Anh, Xứ Wales, và Scotland. Được chính thức thành lập vào năm 1934 với tên gọi là Ủy ban Anh Quốc về Quan hệ Ngoại Quốc, và được ban cho đặc quyền hoàng gia bởi Vua George VI vào năm 1940,

## Lịch sử
Năm 1934, các quan chức của Bộ Ngoại giao Anh đã thành lập "Ủy ban Anh Quốc về Quan hệ Ngoại Quốc" (British Committee for Relations with Other Countries) để hỗ trợ giáo dục tiếng Anh ở nước ngoài, thúc đẩy văn hóa Anh và chống lại sự phát triển của chủ nghĩa phát xít. Cái tên này đã nhanh chóng trở thành "Hội đồng Anh về Quan hệ Ngoại Quốc" (British Council for Relations with Other Countries).
Từ năm 1936, tên tổ chức từ thiện này được chính thức rút ngắn thành Hội đồng Anh (British Council).

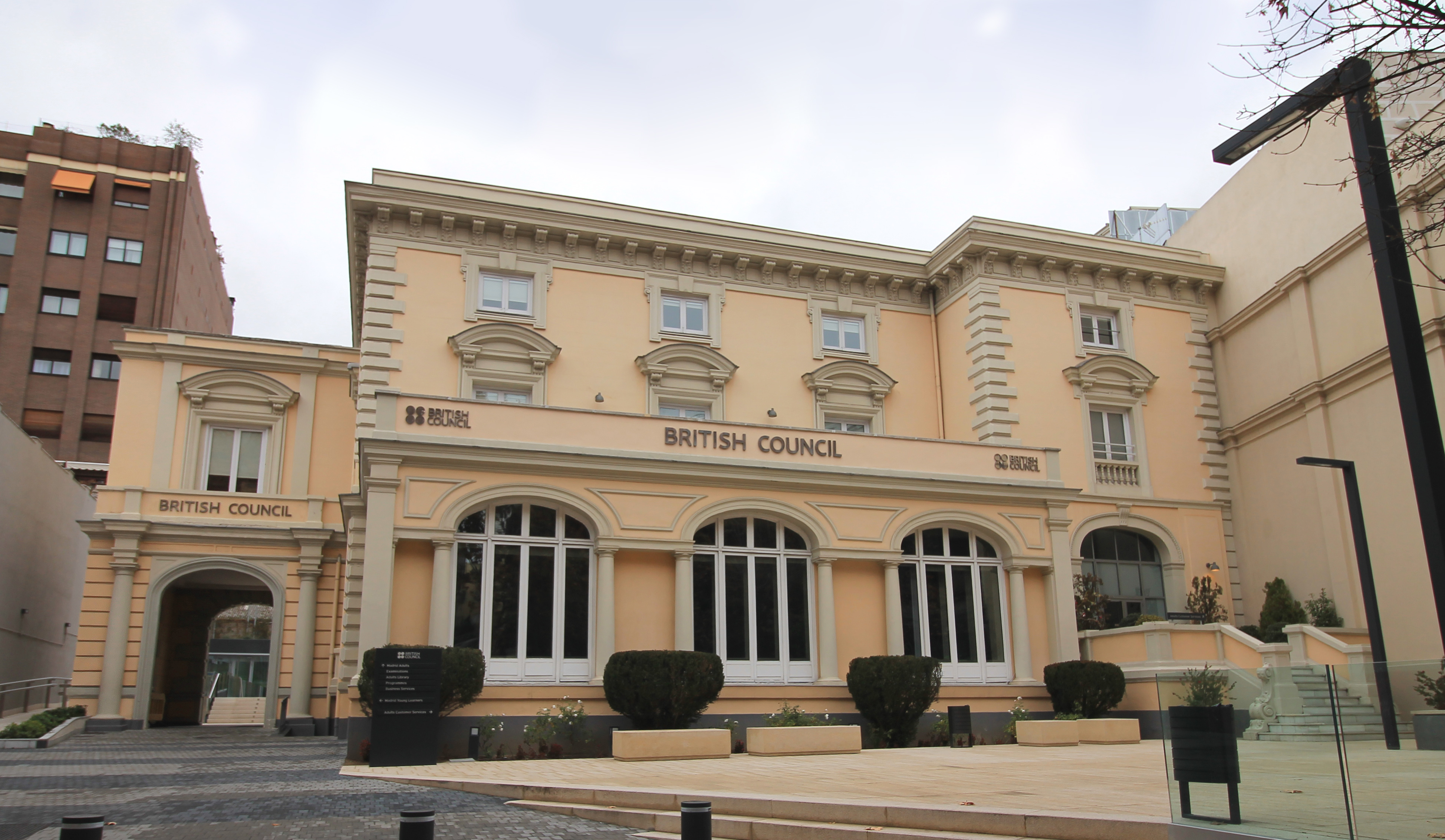
Hội đồng Anh ở thủ đô Madrid của Tây Ban Nha.

Hội đồng Anh mở bốn văn phòng đầu tiên tại Bucharest (România), Cairo (Ai Cập), Lisboa (Bồ Đào Nha) và Warszawa (Ba Lan) vào năm 1938. Văn phòng ở Bồ Đào Nha hiện vẫn đang hoạt động và là văn phòng lâu đời nhất trên thế giới.
Năm 1940, Vua George VI đã trao cho Hội đồng Anh một Hiến chương Hoàng gia để quảng bá "kiến thức rộng hơn về Vương quốc Anh và tiếng Anh ở nước ngoài và phát triển mối quan hệ văn hóa chặt chẽ hơn giữa Anh và các quốc gia khác".
Năm 1942, Hội đồng Anh tiến hành quảng bá văn hóa Anh ở nước ngoài. Phần âm nhạc của dự án là bản ghi âm các tác phẩm quan trọng gần nhất của các nhà soạn nhạc người Anh như Bản giao hưởng của E.J. Moeran trong G minor là tác phẩm đầu tiên được thu âm theo sáng kiến này, tiếp theo là các bản ghi âm của Walton Belshazzar's Feast", Bản hòa tấu piano của Bliss, Bản giao hưởng số ba của Bax và Giấc mơ của Gerontius của Elgar.
Vào tháng 8 năm 1944, sau khi Paris được giải phóng, Austin Gill được Hội đồng cử đi tái lập văn phòng ở Paris, nơi này đã sớm có các chuyến thăm của Công ty Old Vic, Julian Huxley và T. S. Eliot.
Năm 1946, Hội đồng Anh đã thu thập các sản phẩm thủ công mỹ nghệ từ các sản phẩm thủ công đang được thực hiện ở vùng nông thôn của Anh để tham gia 'Triển lãm Thủ công mỹ nghệ nông thôn Vương quốc Anh', mang đến Úc và New Zealand. Phần lớn bộ sưu tập đã được bán cho Bảo tàng Đời sống nông thôn Anh vào năm 1960 và 1961.
Năm 2007, Bộ Ngoại giao Nga ra lệnh cho Hội đồng Anh đóng cửa các văn phòng bên ngoài Moscow. Bộ ngoại giao Nga cáo buộc rằng họ đã vi phạm các quy định về thuế của Nga, một động thái mà các quan chức Anh tuyên bố là trả đũa việc trục xuất các nhà ngoại giao Nga của Anh bị cáo buộc liên quan đến vụ đầu độc Alexander Litvinenko. Điều này khiến Hội đồng Anh ngừng thực hiện tất cả các kỳ thi tiếng Anh ở Nga từ tháng 1 năm 2008. Đầu năm 2009, một tòa án trọng tài Nga phán quyết rằng phần lớn các yêu cầu thuế, trị giá 6,6 triệu USD, là không chính đáng.
Ngày 19 tháng 8 năm 2011, một nhóm người có vũ trang đã tấn công văn phòng Hội đồng Anh tại thủ đô Kabul của Afghanistan, giết chết ít nhất 12 người - không ai trong số họ là người Anh - và tạm thời chiếm lấy khu nhà. Tất cả những kẻ tấn công đã bị giết chết trong các cuộc phản công tự vệ bằng các lực lượng bảo vệ của khu nhà. Văn phòng Hội đồng Anh được chuyển đến khu vực Đại sứ quán Anh, vì hợp chất của Hội đồng Anh đã bị phá hủy trong vụ tấn công tự sát này.
Năm 2013, Hội đồng Anh tại Tripoli, Libya, đã bị nhắm bắn bởi một quả bom xe vào sáng ngày 23 tháng 4. Các nguồn tin ngoại giao đã báo cáo rằng "các máy bay ném bom đã bị thất bại khi chúng đang chuẩn bị đỗ một chiếc xe đã được lắp đặt trước cổng hỗn hợp". Vụ tấn công đã cố gắng xảy ra đồng thời với cuộc tấn công vào Đại sứ quán Pháp ở Tripoli cùng ngày khiến hai nhân viên an ninh Pháp bị thương, một người bị thương nặng và làm bị thương nhiều người dân ở các nhà lân cận. Một nhóm quân thánh chiến tự xưng là Lữ đoàn Mujahedeen bị nghi ngờ có thể liên kết với Al-Qaeda trong phái đạo Hồi Maghreb.

## Địa điểm
Hội đồng Anh được tổ chức tại bảy vùng lãnh thổ.

### Châu Mỹ
Hội đồng Anh có văn phòng đặt tại các quốc gia:
- Argentina
- Brasil
- Canada
- Chile
- Colombia
- Cuba
- Jamaica
- México
- Perú
- Trinidad và Tobago
- Hoa Kỳ
- Uruguay
- Venezuela
- Costa Rica

### Đông Á – Thái Bình Dương
Hội đồng Anh có văn phòng tại:
- Úc
- Campuchia
- Brunei
- Myanmar
- Hồng Kông
- Indonesia
- Nhật Bản
- Hàn Quốc
- Malaysia
- Philippines
- Singapore
- Đài Loan
- Thái Lan
- Việt Nam
- New Zealand

### Liên minh châu Âu
Hội đồng Anh có văn phòng tại:
- Áo
- Bỉ
- Bulgaria
- Croatia
- Síp
- Cộng hòa Séc
- Estonia
- Pháp
- Đức
- Hy Lạp
- Hungary
- Ireland
- Ý
- Latvia
- Malta
- Litva
- Hà Lan
- Ba Lan
- Bồ Đào Nha
- România
- Slovenia
- Slovakia
- Tây Ban Nha

### Trung Đông và Bắc Phi
Hội đồng Anh có văn phòng tại:
- Ai Cập
- Algeria
- Bahrain
- Iraq
- Jordan
- Kuwait
- Liban
- Libya
- Maroc
- Oman
- Palestine
- Israel
- Qatar
- Ả Rập Xê Út
- Syria
- Tunisia
- Các Tiểu Vương quốc Ả Rập Thống nhất
- Yemen

### Nam Á
Hội đồng Anh có văn phòng tại:
- Afghanistan
- Bangladesh
- Ấn Độ
- Nepal
- Pakistan
- Sri Lanka

Thư viện Hội đồng Anh tại Colombo, Sri Lanka tổ chức nhiều sự kiện khác nhau dành cho trẻ em.

### Châu Phi cận Sahara
Hội đồng Anh có văn phòng tại:
- Botswana
- Eritrea
- Ethiopia
- Ghana
- Kenya
- Maroc
- Mauritius
- Mozambique
- Namibia
- Nigeria
- Sénégal
- Sierra Leone
- Nam Phi
- Nam Sudan
- Sudan
- Tanzania
- Zambia
- Zimbabwe
- Rwanda
- Uganda

### Châu Âu mở rộng
Hội đồng Anh có văn phòng tại:
- Albania
- Armenia
- Ireland
- Bosnia và Herzegovina
- Gruzia
- Israel
- Kazakhstan
- Kosovo
- Bắc Macedonia
- Montenegro
- Na Uy
- Serbia
- Thụy Sĩ
- Thổ Nhĩ Kỳ
- Ukraina
- Uzbekistan

## Tổ chức
Hội đồng Anh là một tổ chức từ thiện được điều hành bởi một Hiến chương Hoàng gia Anh. Đây cũng là một công ty đại chúng và một cơ quan công quyền không điều hành (NDPB), được tài trợ bởi Văn phòng Ngoại giao và Liên bang. Trụ sở chính của nó nằm ngoài quảng trường Trafalgar, Luân Đôn. Chủ tịch của là Christopher Coleues, CEO là Sir Ciarán Devane và giám đốc điều hành là Adrian Greer.
Tổng thu nhập của Hội đồng Anh năm 2014-2015 là 973 triệu bảng Anh, chủ yếu được tạo ra từ 154,9 triệu bảng viện trợ nhận được từ Văn phòng Ngoại giao và Liên bang; 637 triệu bảng thu nhận từ phí và dịch vụ giảng dạy và thi cử; và 164 triệu bảng từ các hợp đồng.
Hội đồng Anh hoạt động tại hơn 100 quốc gia: thúc đẩy việc mở mang kiến thức rộng hơn liên quan về Vương quốc Anh và tiếng Anh; khuyến khích nâng cao hiểu biết và hợp tác về văn hóa, khoa học, công nghệ và giáo dục; thay đổi cuộc sống của những người khác thông qua các cách tiếp cận với giáo dục, kỹ năng, trình độ, văn hóa và xã hội của Vương quốc Anh; và thu hút những người có thể mang tính quan trọng đối với tương lai của Vương quốc Anh và gắn kết họ với văn hóa của Vương quốc Anh, các cơ hội được giáo dục và xã hội cởi mở, hiện đại, đa dạng của nó.
Trong năm 2014-2015, Hội đồng Anh đã chi ra 489 triệu bảng để phát triển về mảng nâng cao kiến thức rộng hơn về ngôn ngữ tiếng Anh; 238 triệu bảng khuyến khích hợp tác giáo dục và thúc đẩy sự tiến bộ của giáo dục; 155 triệu bảng cho năng lực xây dựng để thay đổi xã hội; 80 triệu bảng khuyến khích hợp tác về văn hóa, khoa học và công nghệ; và 10 triệu bảng cho công tác quản trị, các loại thuế và chi phí giao dịch.

### Video
- British Council Japan